# Гаяна на літніх Олімпійських іграх 2004
Гаяну на літніх Олімпійських іграх 2004 в Афінах представляли чотири спортсмени (два чоловіки та дві жінки) у трьох видах спорту — легкій атлетиці, важкій атлетиці і плаванні. Прапороносцем на церемонії відкриття Олімпіади була спринтерка Аліанн Помпей. Гаяна учотирнадцяте брала участь у літніх Олімпійських іграх (у 1948—1964 роках як Британська Гвіана). Гаянські атлети не здобули жодних медалей.

## Спортсмени
| Вид спорту     | Чоловіки | Жінки | Загалом |
| -------------- | -------- | ----- | ------- |
| Важка атлетика | 1        | 0     | 1       |
| Легка атлетика | 0        | 2     | 2       |
| Плавання       | 1        | 0     | 1       |
| Загалом        | 2        | 2     | 4       |

## Важка атлетика
| Атлет           | Категорія        | Snatch    | Snatch | Clean & Jerk | Clean & Jerk | Разом | Місце |
| Атлет           | Категорія        | Результат | Місце  | Результат    | Місце        | Разом | Місце |
| --------------- | ---------------- | --------- | ------ | ------------ | ------------ | ----- | ----- |
| Джуліан Маквотт | −85 kg, чоловіки | 125       | 18     | 147.5        | 14           | 272.5 | 14    |

## Легка атлетика
Трекові і шосейні дисципліни
| Спортсмен      | Дисципліна                | Попередній забіг | Попередній забіг | Півфінал  | Півфінал | Фінал      | Фінал      |
| Спортсмен      | Дисципліна                | Результат        | Місце            | Результат | Місце    | Результат  | Місце      |
| -------------- | ------------------------- | ---------------- | ---------------- | --------- | -------- | ---------- | ---------- |
| Маріан Бернетт | біг на 800 метрів (жінки) | 2:02.12          | 4 q              | 2:02.21   | 7        | не пройшла | не пройшла |
| Аліанн Помпей  | біг на 400 метрів (жінки) | 51.33            | 4 q              | 51.61     | 5        | не пройшла | не пройшла |

## Плавання
| Спортсмен | Дисципліна                      | Попередній заплив | Попередній заплив | Півфінал   | Півфінал   | Фінал      | Фінал      |
| Спортсмен | Дисципліна                      | Час               | Місце             | Час        | Місце      | Час        | Місце      |
| --------- | ------------------------------- | ----------------- | ----------------- | ---------- | ---------- | ---------- | ---------- |
| Онан Том  | 100 м вільним стилем (чоловіки) | 55.24             | 59                | не пройшов | не пройшов | не пройшов | не пройшов |